# Шляпина, Галина Аркадьевна
Галина Аркадьевна Шляпина (род. 20 декабря 1951, Ижевск) — советская артистка балета, педагог, народная артистка РСФСР (1981).

## Биография
Галина Аркадьевна Шляпина родилась 20 декабря 1951 года в Ижевске (Удмуртская АССР).
В 1970 году окончила Пермское государственное хореографическое училище (класс Г. К. Кузнецовой). В 1987 году закончила балетмейстерское отделение кафедры хореографии ГИТИСа по специальности педагог-балетмейстер (руководитель Е. Н. Жемчужина).
В 1970—1981 годах была солисткой Пермского академического театра оперы и балета им. П. И. Чайковского. Была первой исполнительницей партий: Лиза («Три карты», 1973), Клариче («Слуга двух господ», 1976), Эвридика («Орфей и Эвридика», 1977), «Золушка» (1980). 
В 1981—1990 годах выступала в Государственном концертном ансамбле СССР «Московский классический балет» под руководством Н. Д. Касаткиной и В. Ю. Василёва. Первая исполнительница партий: фея Розабельверде («Волшебный камзол», 1982), Наталия Николаевна («Пушкин. Размышление о поэте», 1986), Изольда («Лики любви», 1987). Стала первой русской исполнительницей хореографической миниатюры «Веберн, опус № 5» (балетмейстер М. Бежар).
В 1990—1994 годах работала в США. В 1995—1996 годах выступала в труппе Имперского русского балета в Москве. С 1997 года — педагог-репетитор в труппе Камерного балета «Москва».
С 2009 года — педагог-репетитор в Театре «Кремлёвский балет». Педагог-репетитор театра «Русский балет» В. Гордеева.
Среди её учеников: Ирина Аблицова, Вероника Варновская, Валерия Побединская, Анастасия Тетерина, Олеся Дмитракова.

## Балетные партии

### Пермский театр оперы и балета
- 1969 «Коппелия» Л. Делиба (балетмейстер А.А. Горский) - Сванильда (спектакль Пермского хореографического училища)
- 1970 — «Спартак» А. Хачатуряна (балетмейстер Н.Н. Маркарьянц) — Фригия (дебют в театре), Эгина
- 1971 — «Гаянэ» А. Хачатуряна (балетмейстер Л.Е. Бородулин) — Гаянэ
- 1972 - «Ромео и Джульетта» Сергея Прокофьева (балетмейстер Н.Н. Боярчиков ― Джульетта (первая исполнительница)
- 1973 — «Три карты» С. Прокофьева (балетмейстер Н. Н. Боярчиков) — Лиза (первая исполнительница)
- 1976 — «Слуга двух господ» М. И. Чулаки (балетмейстер Н. Н. Боярчиков) ― Клариче (первая исполнительница)
- 1977 — «Орфей и Эвридика» А. Журбина (балетмейстер Н. Н. Боярчиков) ― Эвридика (первая исполнительница)
- «Кармен-сюита» Ж. Бизе-Р. Щедрина (Л.Б. Климова) — Кармен
- 1980 —«Золушка» Сергея Прокофьева (балетмейстер Г. Д. Алексидзе) ― Золушка
- «Испытание Дамиса» А.К. Глазунова (балетмейстер Г. Д. Алексидзе) — Изабелла
- «Жизель» А. Адана — Жизель
- «Пахита» Дельдеве ― Солистка
- «Спящая красавица» П. И. Чайковского — Аврора, Фея Сирени, Фея Нежности, Белая кошечка
- «Дон Кихот» Л. Минкуса — Китри
- «Баядерка» Л. Минкуса  (акт «Тени») — Никия
- «Чудесный мандарин» Б. Бартока (балетмейстер Н.Н. Боярчиков) — Девушка
- «Берег надежды» А.П. Петрова (балетмейстер М.М. Газиев) — Потерявшая любимого
- «Три мушкетёра» В. Баснера (балетмейстер Н.Н. Боярчиков) ― Констанция Бонасье

### Московский театр классического балета
- 1982 — «Волшебный камзол» Н. Н. Каретникова (балетмейстеры Н. Д. Касаткина и В. Ю. Василёв) ― фея Розабельверде
- 1986 — «Пушкин. Размышления о поэте» (балетмейстеры Н. Д. Касаткина и В. Ю. Василёв) ― Наталия Николаевна
- 1987 — «Лики любви» на муз. разных композиторов(балетмейстеры Н. Д. Касаткина и В. Ю. Василёв) ― Изольда
- «Сотворение мира» А.П. Петрова (балетмейстеры Н. Д. Касаткина и В. Ю. Василёв) ― Ева
- «Весна священная» И.Ф. Стравинского (балетмейстеры Н. Д. Касаткина и В. Ю. Василёв) ― Бесноватая
- «Повесть о Ромео и Джульетте» С.С. Прокофьева (балетмейстеры Н. Д. Касаткина и В. Ю. Василёв) ― Джульетта
- «Лики любви» на муз. разных композиторов (балетмейстеры Н. Д. Касаткина и В. Ю. Василёв) ― Психея
- «Натали, или Швейцарская молочница» А. Гировица и М.Э. Карафа ди Колобрано (хореография П. Лакотта) ― Натали
- «Лебединое озеро» П. И. Чайковского — Одетта и Одиллия
- «Тема с вариациями» на муз. П.И. Чайковского (хореография Дж. Баланчина) ― Солистка

## Награды и премии
- Заслуженная артистка РСФСР (04.11.1977).
- Народная артистка РСФСР (18.06.1981).
- Государственная премия РСФСР имени М. И. Глинки за балетные спектакли «Ромео и Джульетта» С. С. Прокофьева, «Слуга двух господ» М. И. Чулаки в Пермском АТОБ имени П. И. Чайковского (1977).
- Лауреат Всесоюзного конкурса артистов балета (1980, Москва, 1-я премия).
- Звание «Выдающийся деятель пермского балета ХХ столетия» в номинации «Танцовщица» (2000, присвоено Пермским обществом «Арабеск» по результатам опроса и анкетирования жителей Перми).

## Фильмография
- 1981 — «Танцует Галина Шляпина» (телефильм-концерт, «Пермьтелефильм»)
- 1986 — «Лунный вальс» (телебалет)
- 1989 — «Фантазёр» (фильм-балет М. Лавровского)
- 1990 — «Осада Венеции» (СССР, Италия) ― итальянская балерина